# Pseudoctenella
Ancylolomia là một chi bướm đêm thuộc họ Crambidae.

## Hình ảnh

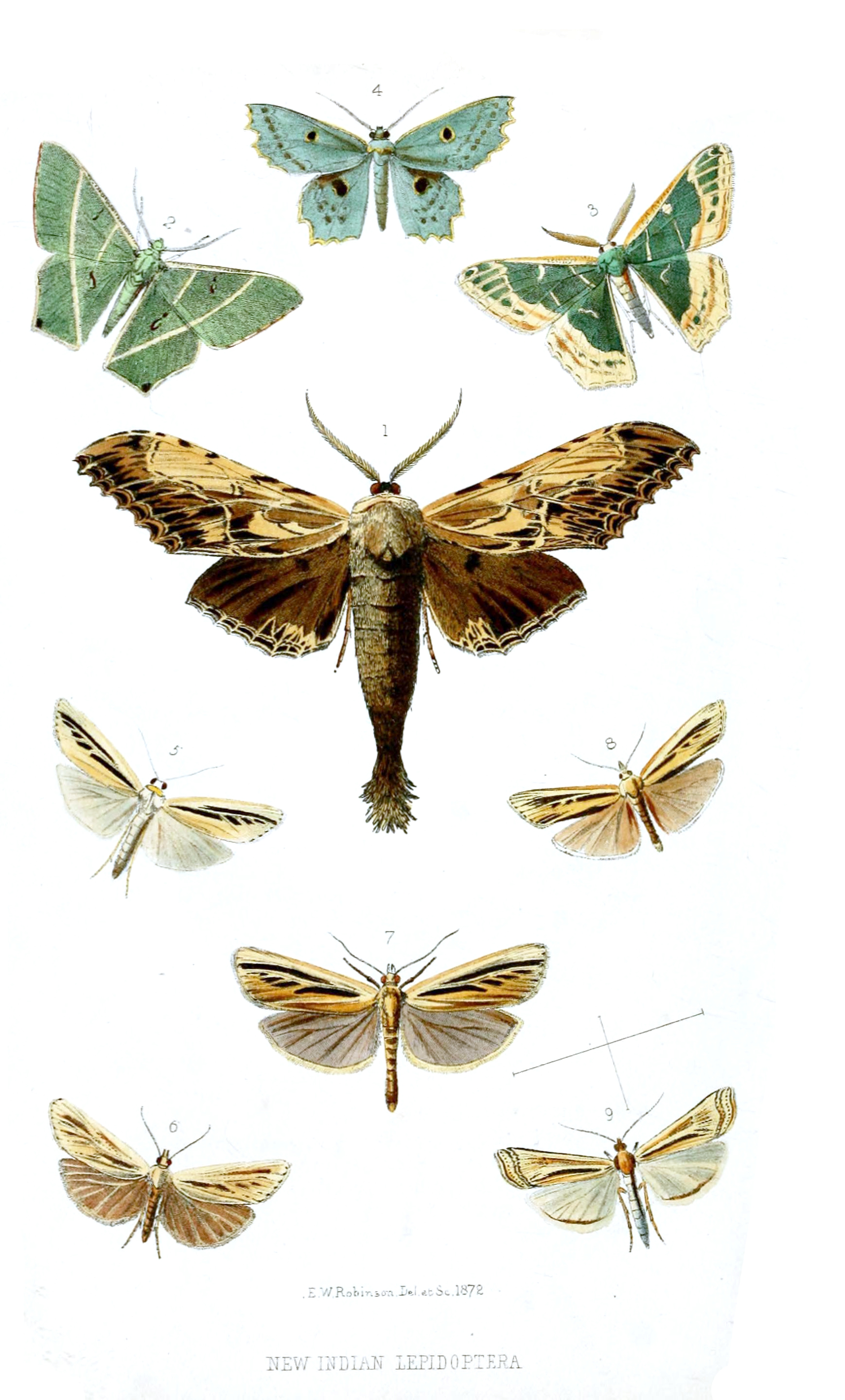